# Clasamentul pe medalii la Jocurile Olimpice de iarnă din 2006
Jocurile Olimpice de iarnă din 2006, cunoscute în mod oficial sub denumirea de a XX-a ediție a Jocurilor Olimpice de iarnă au fost un eveniment multi-sportiv organizat în Torino, Italia, în perioada 10 - 26 februarie. Un total de 2.508 de sportivi reprezentând 80 de țări, au participat în 84 de probe sportive în cadrul a 15 sporturi.
Sportivii din 26 de țări au câștigat cel puțin o medalie, iar sportivii din 18 din aceste țări au cel puțin o medalie de aur. Germania a obținut cel mai mare număr de medalii de aur (11 de medalii), fiind și pe primul loc în clasamentul general (29 de medalii) pentru a treia oară consecutiv. Letonia și Slovacia și-au câștigat primele medalii în istoria Jocurilor Olimpice de iarnă.
Patinatoarea-viteză Cindy Klassen din delegația Canadei a obținut cinci medalii (1 de aur, 2 de argint și 2 de bronz) fiind cea mai medaliată sportivă de la această ediție a Jocurilor. Biatlonistul Michael Greis din Germania și patinatorii-viteză Ahn Hyun Soo și Jin Sun-Yu din Coreea de Sud au fost la egalitate, cu câte trei medalii.
Unui sportiv i-a fost retrasă medalia olimpică la această ediție. Biatlonista rusă Olga Pyleva a câștigat o medalie de argint la cursa de 15 km, însă a fost găsită pozitiv cu fenotropil, și i s-a retras medalia. Ulterior, germanca Martina Glagow a primit medalia de argint și compatrioata rusoaicei, Albina Akhatova, a câștigat bronzul.

## Clasamentul
Clasamentul pe medalii este bazat pe informațiile primite de la Comitetul Olimpic Internațional (COI) și este în concordanță cu Convenția de la CIO în clasamentele sale pe medalii publicate. În mod implicit, clasamentul este ordonat după numărul de medalii de aur câștigate de sportivii națiunii pe care o reprezintă (în acest context, o națiune este o etnitate reprezentată de un Comitet Olimpic Național). În cazul în care numărul de medalii de aur este egal sunt luate în considerare numărul de medalii de argint și dacă și el este egal, cele de bronz. În cazul în care nici aceasta nu rezolvă problema, țările sunt la egalitate și sunt enumerate în clasament în ordine alfabetică.
Pentru a sorta clasamentul după națiune, numărul total de medalii, sau oricare altă coloană, apăsați pictograma  de lângă titlul fiecărei coloane.
  *   Țara gazdă (Italia)
| Loc   | Țară                       | Aur | Argint | Bronz | Total |
| ----- | -------------------------- | --- | ------ | ----- | ----- |
| 1     | Germania                   | 11  | 12     | 6     | 29    |
| 2     | Statele Unite ale Americii | 9   | 9      | 7     | 25    |
| 3     | Austria                    | 9   | 7      | 7     | 23    |
| 4     | Rusia                      | 8   | 6      | 8     | 22    |
| 5     | Canada                     | 7   | 10     | 7     | 24    |
| 6     | Suedia                     | 7   | 2      | 5     | 14    |
| 7     | Coreea de Sud              | 6   | 3      | 2     | 11    |
| 8     | Elveția                    | 5   | 4      | 5     | 14    |
| 9     | Italia                     | 5   | 0      | 6     | 11    |
| 10    | Franța                     | 3   | 2      | 4     | 9     |
| 10    | Olanda                     | 3   | 2      | 4     | 9     |
| 12    | Estonia                    | 3   | 0      | 0     | 3     |
| 13    | Norvegia                   | 2   | 8      | 9     | 19    |
| 14    | China                      | 2   | 4      | 5     | 11    |
| 15    | Cehia                      | 1   | 2      | 1     | 4     |
| 16    | Croația                    | 1   | 2      | 0     | 3     |
| 17    | Australia                  | 1   | 0      | 1     | 2     |
| 18    | Japonia                    | 1   | 0      | 0     | 1     |
| 19    | Finlanda                   | 0   | 6      | 3     | 9     |
| 20    | Polonia                    | 0   | 1      | 1     | 2     |
| 21    | Belarus                    | 0   | 1      | 0     | 1     |
| 21    | Bulgaria                   | 0   | 1      | 0     | 1     |
| 21    | Slovacia                   | 0   | 1      | 0     | 1     |
| 21    | Marea Britanie             | 0   | 1      | 0     | 1     |
| 25    | Ucraina                    | 0   | 0      | 2     | 2     |
| 26    | Letonia                    | 0   | 0      | 1     | 1     |
| TOTAL | TOTAL                      | 84  | 84     | 84    | 252   |